# Richard Garfield
Richard Garfield (Philadelphia, Pennsylvania, 1966 –) játéktervező. Fő területe a kártyajátékok tervezése. Legsikeresebb játéka a Magic: The Gathering volt, mellyel megteremtette a gyűjtögetős kártyajáték műfaját.

## Munkái
- Gyűjtögetős kártyajátékok
  - Magic: The Gathering
  - Netrunner
  - BattleTech
  - Vampire: The Eternal Struggle
  - The Great Dalmuti
  - Star Wars Trading Card Game
- Táblás játékok
  - RoboRally
- Játékszoftverek
  - Spectromancer[1]

## Életrajz
Garfield az első játékát még tinikorában tervezte. Szerteágazó érdeklődési körébe tartozik a matematika és a nyelvek. 1985-ben B.Sc. fokozatot szerez számítógépes matematikából. Ez után a Bell Laboratories-nél helyezkedett el. Pár évig dolgozott ott, majd tanulmányai folytatása mellett dönt, így beiratkozik a Pennsylvaniai Egyetemre Philadelphiában.
A Magic: The Gathering-et az 1980-as évek végén kezdte el tervezni. Miközben a RoboRally nevű játékához keresett kiadót, botlott bele Peter Adkisonba, aki a frissen alapult Wizards of the Coast cég igazgatója volt. Adkison beleegyezett, hogy kiadja a RoboRally-t és nagy érdeklődést tanúsított egy Magic-hez hasonló játék iránt, amihez nem kell sok előkészület és a játékok gyorsak.
Richard tanulmányait Herbert Wilf segítette. 1993-ban PhD fokozatot szerez kombinatorikából. Mivel úgy gondolta, hogy a játéktervezésből nem lehet megélni, matematika professzor lett a Washington állambeli Walla Wallában.
1994 júniusában a Magic: The Gathering népszerűségét látva a Wizards of the Coast teljes állású játékfejlesztője lett.
A játék elindítása után a Washington állambeli Kennewickbe költözött. Richard még ma is oszlopos tagja a Magic-et fejlesztő csapatnak és a legújabb kiegészítők tervezésében is nagy szerepet vállal.